# SpVg Porz
Die SpVg Porz (offiziell: Sportvereinigung Porz 1919 e. V., Köln) ist ein Fußballverein aus dem Kölner Stadtteil Porz. Die erste Mannschaft der Männer stieg 2023 in die Mittelrheinliga auf.

## Geschichte
Der Verein wurde am 25. Juni 1919 als Sport-Klub Porz gegründet und änderte im Jahre 1936 den Namen in Sportvereinigung Porz. Im Jahre 1999 fusionierte die Sportvereinigung mit dem ESV Gremberghoven zur SpVg Porz-Gremberghoven. Seit 2007 tritt der Verein wieder unter dem Namen SpVg Porz an.
Die Porzer spielten in den 1940er und 1950er Jahren überwiegend in der Bezirksklasse. Im Jahre 1962 stieg die Mannschaft erstmals in die Landesliga Mittelrhein auf, wo die Porzer 1967, 1968 und 1973 jeweils Dritter wurden. Doch schon 1974 stieg die Sportvereinigung wieder in die Bezirksklasse ab. Es dauerte bis 1986, ehe die Porzer wieder in die Landesliga zurückkehrten. Dort kam die Mannschaft aber nicht über Mittelmaß hinaus und stieg 1991 wieder in die Bezirksliga ab. Dem Aufstieg im Jahre 1993 folgte der direkte Wiederabstieg, bevor sich die Sportvereinigung ab 1996 wieder in der Landesliga festsetzen konnte. Nach der Fusion mit dem ESV Gremberghoven wurden die Porzer zur Spitzenmannschaft. Gleich in der ersten Saison 1999/2000 wurde die Mannschaft Vizemeister hinter PSI Yurdumspor Köln. Ein Jahr später folgte eine erneute Vizemeisterschaft, dieses Mal hinter Germania Dattenfeld. Da zwei mittelrheinische Verbandsligisten in die Oberliga Nordrhein aufstiegen und nur eine mittelrheinische Mannschaft aus dieser Abstieg reichte den Porzern der zweite Platz zum Aufstieg in die Verbandsliga. 
Nach nur einer Saison stieg die Sportvereinigung wieder ab. Im Jahre 2006 gelang unter dem Trainer Franz Wunderlich der erneute Aufstieg in die Verbandsliga, die wie schon beim ersten Aufstieg nur ein Jahr gehalten werden konnte. Es folgte ein sportlicher Absturz. Nach zwei Abstiegen in Folge waren die Porzer 2012 wieder in der Kreisliga A angekommen, schafften aber bereits zwei Jahre später den Wiederaufstieg in die Bezirksliga. Nach mehreren Jahren Mittelfeld gelang im Jahre 2019 der Aufstieg in die Landesliga, dem vier Jahre später der Aufstieg in die Mittelrheinliga folgte. Die Porzer wurden Vizemeister ihrer Staffel hinter dem FV Bonn-Endenich. Da der 1. FC Düren die Lizenz für die Regionalliga West nach anfänglicher Verweigerung schließlich doch noch gewährt wurde und der FC Wegberg-Beeck anstelle des FC Hennef 05 sein Aufstiegsrecht zur Regionalliga West wahrnahm, stieg neben den jeweiligen Staffelsiegern und der SpVg. Porz auch der Vizemeister der Parallelstaffel Germania Teveren auf.

## Erfolge
- Aufstieg in die Verbandsliga Mittelrhein / Fußball-Mittelrheinliga: 2001, 2006, 2023
- Aufstieg in die Landesliga Mittelrhein: 1962, 1986, 1993, 1996, 2019

## Stadion
Heimspielstätte der SpVg Porz ist der Autohaus-Schmitz-Sportpark, der Platz für 5500 Zuschauer bietet und auch als Brucknerstadion bekannt ist.

## Persönlichkeiten
- David Azin
- Kai Burger
- Malcolm Cacutalua
- Jan Hammes
- Benjamin Henrichs
- Tomasz Kaczmarek
- Michael Kessel
- Nils Klems
- Michael Lejan
- Natalie Moik
- Herbert Neumann
- Jerome Propheter
- Wolfgang Weber
- Franz Wunderlich